# Compétences opérationnelles des Nations unies
Les activités opérationnelles des Nations unies sont très diverses. Le plus souvent elles sont menées par l'intermédiaire d'une organisation spécifique de l'ONU (comme le HCR, le PNUD, le PNUE, etc.). Elles ont un but préventif : leur action est considérée comme un facteur de stabilité et de développement.
Le problème est que les efforts de ces actions sont souvent éclipsés par la multiplication des crises urgentes qui vont mobiliser des moyens. L'ONU rappelle souvent l'importance des organisations non gouvernementale (ONG) dans ce cas.
Par exemple le contrôle de la régularité des élections électorales, comme en Namibie et au Nicaragua en 1989, au Kosovo en 1999, ou encore au Timor oriental en 2002.

## Le pouvoir de sanction
Le but premier de la Charte des Nations unies est le maintien de la paix et de la sécurité internationales et face à une crise les menaçant, elle propose une série de ripostes graduées (chapitres 6 et 7).

### Chapitre 6: les mesures non coercitives ou dites préventives
Règlement pacifique des différents au moyen de sanctions économiques, diplomatiques, voire les deux.
Exemples :
- la résolution 661 de 1990, sur la mise en place d'un embargo complet contre l'Irak, assoupli en 1995 par l'opération « Pétrole contre nourriture »
- 1992 : sanction contre la Libye en raison des attentats : réduction des relations diplomatiques et suspensions des relations aériennes. Ces sanctions ont été supprimées en 2003 à la suite de l'accord entre la Libye et les familles des victimes.

Ces mesures se multipliantes, il y a une nouveauté depuis quelques années : Le comité des sanctions, qui suit l'application des sanctions. Ce comité fait toujours le même rapport : les sanctions ont des effets peu probants, avec des conséquences parfois dramatiques sur le plan humanitaire (cf Irak) et sur le plan de la criminalité avec le développement de marchés noirs à grande échelle.
Un groupe de travail a été mis en place pour réfléchir à ces sanctions. L'idée est de proposer des sanctions « intelligentes », plus ciblées, par exemple le gel des transactions financières des élites politiques, ou la lutte contre le trafic illicite de diamants.

### Chapitre 7: les mesures coercitives ou correctives
Ce sont les actions en cas de menace contre la paix, de rupture de la paix et d'actes d'agression : 

L’article 42 dit « Le conseil de sécurité peut entreprendre, au moyen de forces aériennes, navales ou terrestres, toute action qu'il juge nécessaire au maintien et au rétablissement de la paix et de la sécurité internationale. »
Le principal problème est qu'il n'existe pas d'armée internationale indépendante des États membres puisque ce sont les États qui mettent à la disposition du conseil de sécurité les forces nécessaires. Ces forces sont coordonnées par le conseil avec à leur tête un comité d'État-major composé des chefs d'État-major des 5 membres permanents du Conseil de sécurité.
Cette disposition a été mise en œuvre 2 fois : 

- En 1950 : Invasion de la Corée du Sud par la Corée du Nord ; sur le fondement de l'article 42, le Conseil de sécurité a invité les États membres à apporter à la Corée du Sud l'aide nécessaire pour repousser les assaillants et à placer leur contingent militaire sous la tutelle des États-Unis (ce qui a été permis par la politique de la chaise vide pratiquée par l'URSS, qui est ensuite revenue et a paralysé le conseil pendant 30 ans.)
- En 1990 : Affaire Irak/Koweït. Par la résolution 660, le conseil reconnaît qu'il y a eu rupture de la paix et de la sécurité internationale. Le 9 août, l'annexion du Koweït par l'Irak est déclarée nulle et non avenue, le 15 janvier un ultimatum est lancé à l'Irak, le 17 janvier la force multilatérale est opérationnelle en Irak et le cessez-le-feu est signé le 3 avril.

## Le développement des opérations de maintien de la paix
L'idée d'origine était de mettre en place une force d'interposition entre les force en présence pour permettre aux parties de négocier et de trouver une solution diplomatique. Cette mesure a un caractère consensuel très fort : les parties doivent être d'accord. Ces opérations devaient être temporaires, neutres et non coercitives.
On distingue 3 sortes d'opérations de maintien de la paix :
- l'opération de maintien de la paix stricto sensu, ou peace keeping (ex. affaire de Suez en 1956, création du FUNU)
- l'opération de rétablissement de la paix ou peace making (1960 au Congo, ex-Yougoslavie, Rwanda)
- l'opération de reconstruction de la paix ou peace building (1999 Kosovo : MINUK + force militaire KFOR)